# Bánh mì gừng Toruń
Bánh mì gừng Toruń (tiếng Ba Lan: pierniki toruńskie, tiếng Đức: Thorner Lebkuchen) là một loại bánh mì gừng truyền thống của Ba Lan, được sản xuất từ thời Trung cổ ở thành phố Toruń.

## Lịch sử

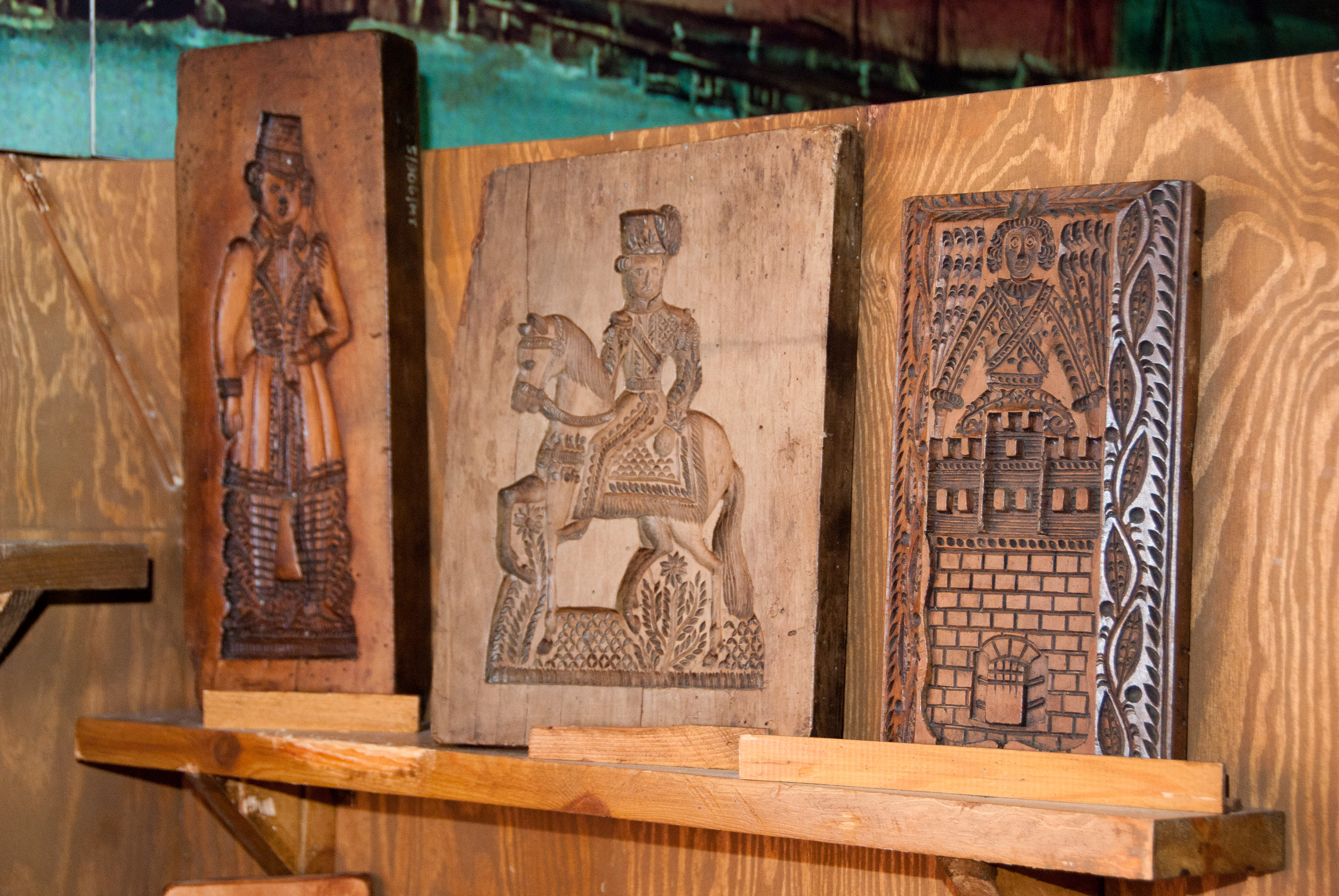
Khuôn bánh mì gừng gỗ truyền thống

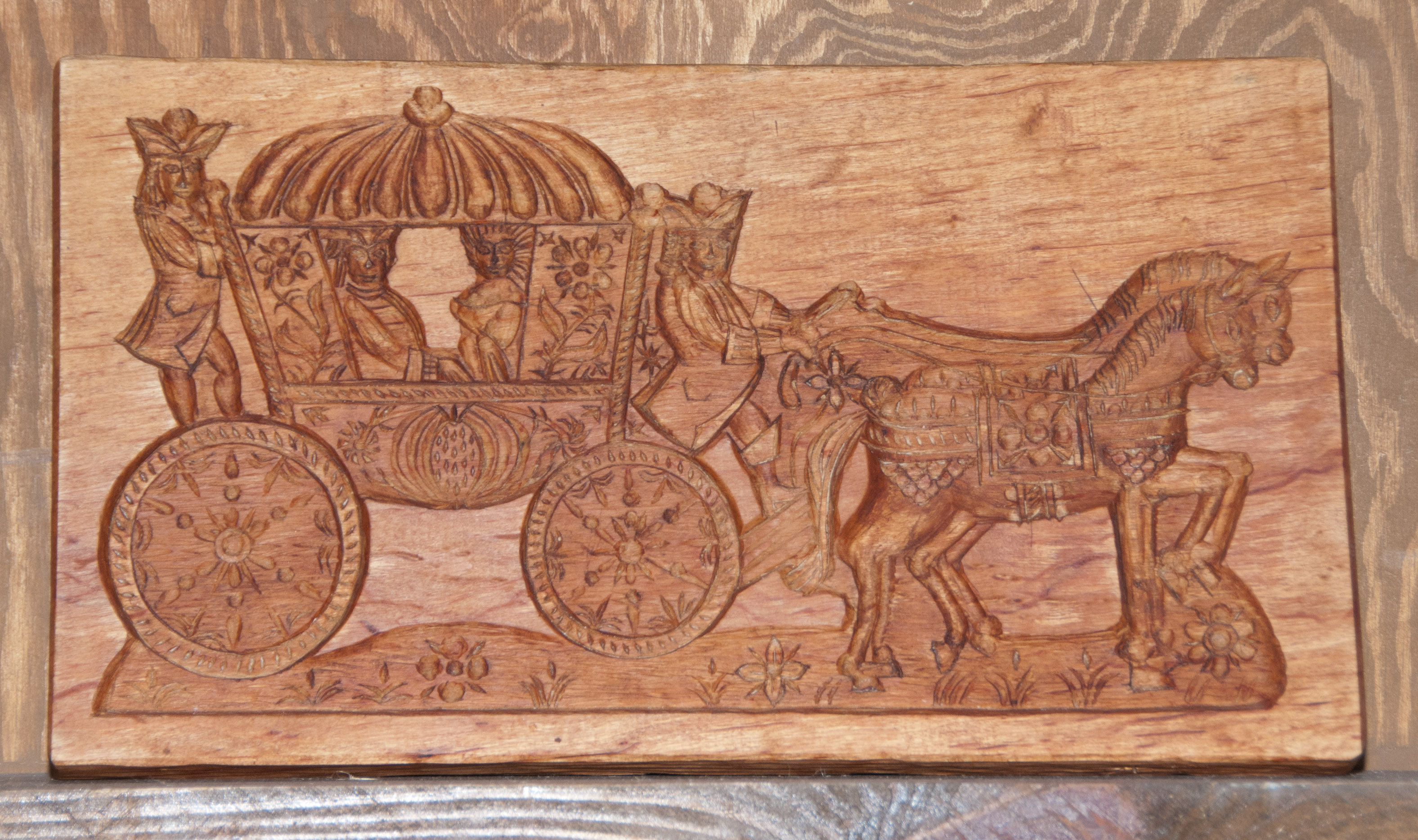
Ví dụ về khuôn bánh mì gừng bằng gỗ

Những tục ngữ Ba Lan cổ cho rằng vùng Toruń có liên quan đến việc tạo ra một số mẫu bánh mì gừng và sau đó là sự phát triển của nghề thủ công bắt đầu từ thế kỷ 13.
Một yếu tố đáng chú ý đằng sau sự phát triển của bánh mì gừng ở Toruń là vị trí tuyệt vời của nó. Sở hữu đất nền chứa dinh dưỡng cao, thuận tiện cho cây cối phát triển, khu vực này cung cấp giống lúa mì tốt để làm bột mì, trong khi các ngôi làng xung quanh cung cấp mật ong. Các loại gia vị cần thiết được mang đến từ các quốc gia xa xôi khác, chủ yếu là Ấn Độ, thông qua một tuyến đường trên Biển Đen và Lwów đến Đế quốc La Mã thần thánh, nơi các loại gia vị được vận chuyển bởi các công ty thương mại phía Bắc nước Đức. Một số loại khác lại thông qua đường biển đến cảng Danzig. 

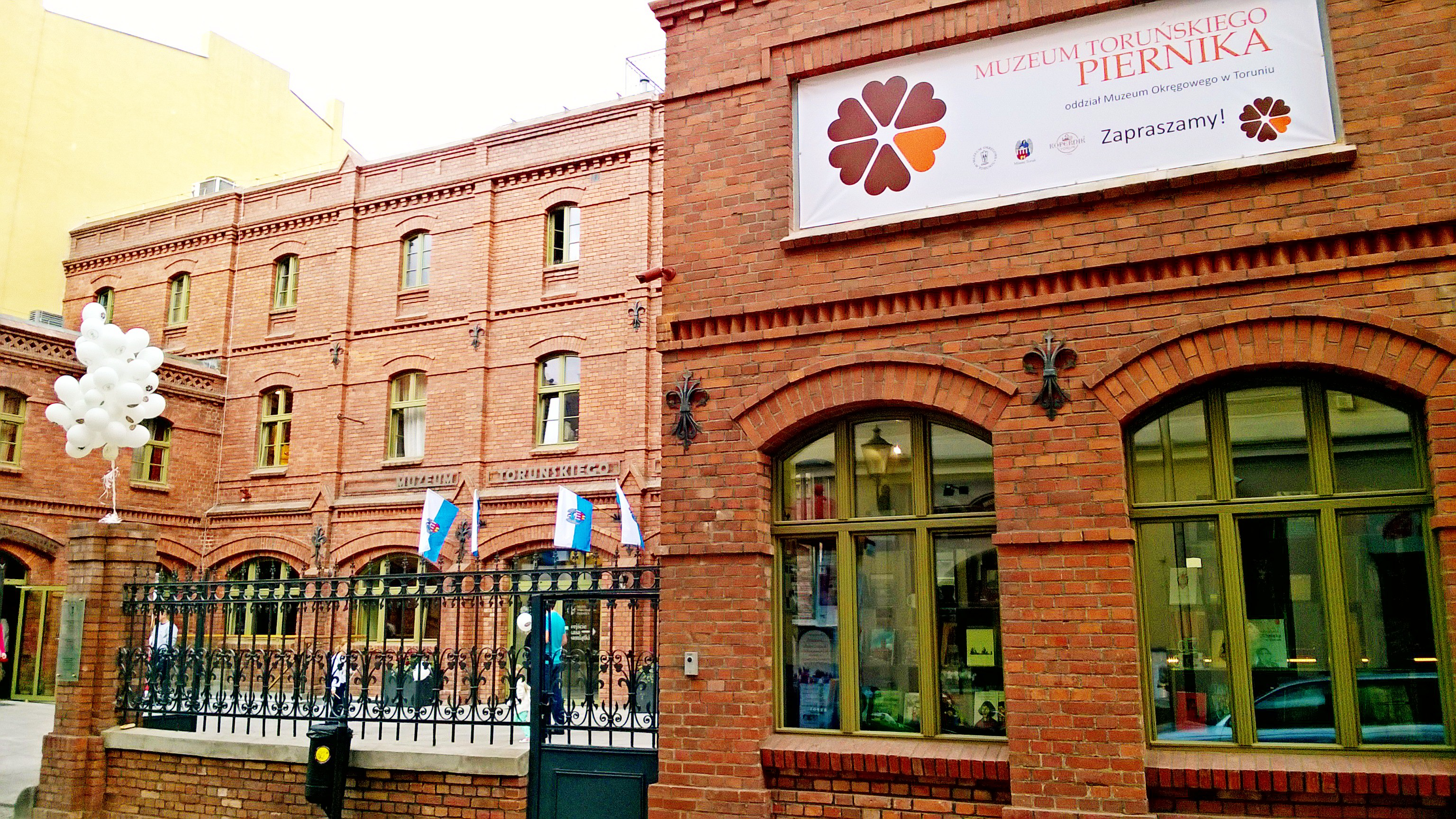
Bảo tàng bánh mì gừng Torun

Lần đầu tiên bánh mì gừng Toruń được đề cập là từ năm 1380 và nói về một thợ làm bánh địa phương tên là Niclos Czana. Sản phẩm nhanh chóng nổi tiếng trên khắp Ba Lan và lan ra cả ngoài nước. Toruń và thành phố Nieders, nổi tiếng với những chiếc bánh đặc biệt, đã sẵn sàng bảo vệ những bí mật trong công thức nướng bánh của họ với nhau. Cuối cùng vào năm 1556, họ đã tạo ra một thỏa thuận mà mỗi thành phố có thể nướng các loại bánh đặc sản của nhau.
Các nghệ nhân không phải là những người duy nhất tham gia vào việc sản xuất những món ăn ngon. Vào thế kỷ 16, Dòng Xitô ở ngoại ô Toruń trở nên giàu có chủ yếu nhờ sản xuất bánh và thậm chí họ còn bán sản phẩm của mình cho các nước khác. Trong thế kỷ 17, xưởng bánh nổi tiếng của gia đình Grauer đã xuất hiện. Chính quyền thành phố đã ủng hộ lợi ích của giao thương và ban hành một số điều luật giảm thuế cho việc nhập khẩu và xuất khẩu gia vị đối với các xưởng sản xuất của thợ làm bánh nhằm thúc đẩy việc giao thương buôn bán.
Vào thế kỷ 18 và 19, thành phố Torun đã phải chứng kiến sự sụp đổ của nghề làm bánh và các nghề thủ công khác. Năm 1825, chỉ còn lại ba thợ làm bánh. Với sự ra đời của chủ nghĩa tư bản, các công ty lớn đã tiếp quản các xưởng bánh từ các thợ thủ công địa phương và sản xuất hàng loạt loại bánh mì gừng tiếp theo.
Nhà máy làm bánh lớn nhất thuộc sở hữu của Gustav Weese, dựa trên truyền thống có từ năm 1763, khi Johann Weese  bắt đầu nướng bánh mì gừng. Gustav Traugott Weese thừa hưởng một xưởng nhỏ sau khi cha Andreas qua đời vào năm 1824 và đổi nó thành một công ty lớn. Năm 1875, Công báo Toruń (Gazeta Toruńska) đã viết vào đêm giao thừa rằng do nhu cầu thị trường tăng lên, bánh mì gừng thậm chí còn được bán ở Châu Phi. Những nơi xuất khẩu bánh khác bao gồm Thổ Nhĩ Kỳ, Nhật Bản, Trung Quốc và Honolulu. Năm 1913, Gustav Weese, hậu duệ của Gustav Traugott Weese, đã xây dựng một nhà máy sau khi Thế chiến thứ nhất kết thúc, và thuê hơn 500 công nhân. Gustav Weese đã bán nó vào tháng 1 năm 1939 cho công ty Ba Lan "Społem" và rời khỏi nhà máy bánh mì gừng khác của mình ở Đức. Công ty ở Toruń vẫn tồn tại và là công ty bánh kẹo lâu đời nhất ở Ba Lan ngày nay. Nó cũng là một trong những công ty lâu đời nhất trên thế giới.
Ngoài nhà máy của Weese còn có công ty Hermann Thomas được thành lập năm 1857, và đã thuê 200 công nhân trong năm 1907. Một công ty quan trọng khác cũng tham gia vào việc sản xuất bánh mì gừng được thành lập bởi Jan Ruchniewicz vào năm 1907. Doanh nghiệp phát triển khá thành công và có 50 công nhân. Nó được biết đến với việc trang trí bánh mì gừng đứng đầu Toruń.

## Bánh mì gừng Toruń trong văn hóa Ba Lan
Pierniki Toruńskie, được biết đến như một biểu tượng của nền ẩm thực quốc gia Ba Lan. Theo truyền thống, chúng được tặng như một món quà của thành phố Toruń cho các nhà lãnh đạo, nghệ sĩ và những người đặc biệt ở Ba Lan, những người nổi tiếng trong xã hội Ba Lan và các vị vua Ba Lan. Khuôn nướng bánh tồn tại với sự giống nhau giữa thời vua Sigismund III của Ba Lan, vua Władysław IV Vasa và Nữ hoàng Cecilia Renata cũng như con dấu hoàng gia với đại bàng Ba Lan và chóp mũ của một số tỉnh. Những người nổi tiếng đã nhận được món bánh mì gừng từ thành phố Torun bao gồm Marie Casimire Louise (công chúa Pháp và góa phụ của Vua John III Sobieski), Napoléon Bonaparte (trong chuyến thăm, cả thành phố được chiếu sáng và tiếng chuông vang khắp thành phố), Zygmunt Krasniński (một trong ba thi sĩ của Ba Lan), họa sĩ Jan Matejko, nữ diễn viên Helena Modjeska, Thống chế Józef Piłsudski, nghệ sĩ piano Artur Rubinstein, nhà thơ Czesław Miłosz, Lech Wałęsa và Giáo hoàng John Paul II.
Kể từ thời Trung cổ, pierniki đã được kết nối với Toruń trong các câu tục ngữ và truyền thuyết Ba Lan. Một truyền thuyết cho rằng bánh mì gừng là một món quà từ Nữ hoàng Ong cho người học việc Bogumił. Một bài thơ trào phúng từ thế kỷ 17 của nhà thơ Fryderyk Hoffman nói về bốn điều tốt nhất ở Ba Lan, đó chính là: " Rượu vodka của Gdańsk, bánh mì gừng Toruń, phụ nữ của Kraków và giày Warsaw ".
Nhà thơ và tác giả truyện ngụ ngôn thế kỷ 18 Ignacy Krasnicki, một người rất thích bánh mì gừng, đã viết về chúng trong những bài thơ nổi tiếng của ông.
Nhà soạn nhạc Frédéric Chopin năm 15 tuổi đã đến thăm Szafarnia, một ngôi làng nhỏ gần sông Drwęca, ông dừng chân ở Toruń để gặp người cha đỡ đầu của mình, nhà bút pháp Fryderyk Florian Skarbek. Chopin đã lấy mẫu bánh kẹo nổi tiếng của thành phố và trở nên yêu thích đến nỗi ông đã viết một lá thư về nó cho bạn bè và đồng nghiệp của mình. Ông thậm chí đã gửi một số đến Warsaw. Để tôn vinh điều này, nhà sản xuất bánh mì gừng Toruń lớn nhất của Ba Lan, Công ty bánh kẹo Kopernik, đã tạo ra một loại bánh mì gừng hình trái tim đặc biệt có tên là Scherzo, mang hình dáng của Chopin trên vỏ bọc.
Toruń tổ chức một lễ kỷ niệm bánh mì gừng hàng năm, với tên gọi là więto Piernika (Lễ hội bánh mì gừng).

## Những nhà sản xuất hiện nay

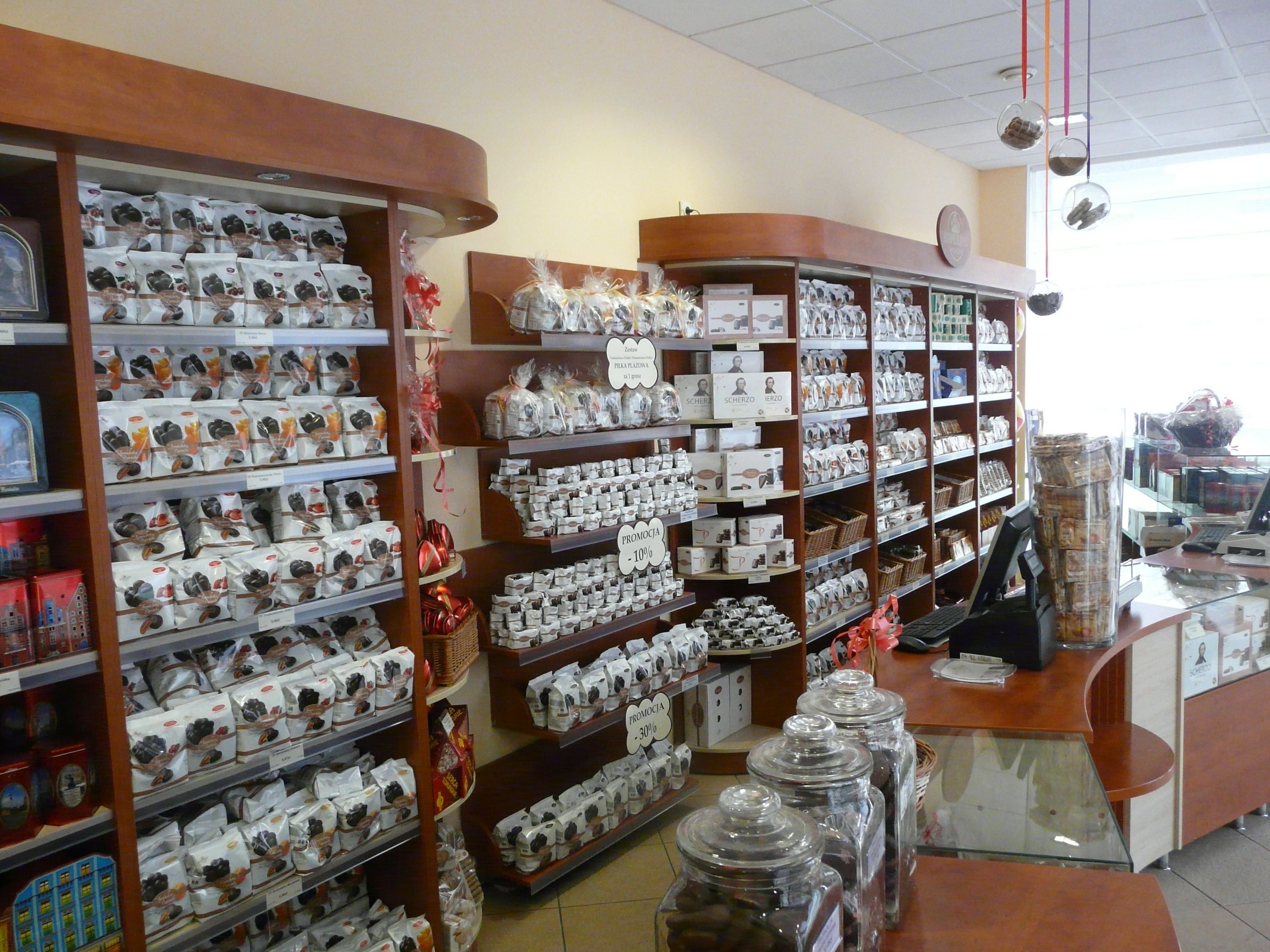
Nội thất của một cửa hàng bánh mì gừng Toruń ở Ba Lan

Có hai nhà máy chính sản xuất bánh mì gừng Toruń: nhà máy bánh kẹo "Kopernik" SA và Toruń Bakery. Nhà máy đầu tiên duy trì các quyền hợp pháp của mình đối với thương hiệu và là sự kế thừa cho một công ty được thành lập vào năm 1763 bởi Johann Weese. Nhà máy thứ hai được thành lập bởi các thợ làm bánh Toruń chuyên sản xuất bánh mì gừng. Mục đích của nó là truyền bá kiến thức về nghề thủ công và sản xuất bánh mì gừng hảo hạng cho các nhà hàng, các bữa tiệc và các cuộc họp quan trọng.